# Johann Snell
Johann Snell, dit Meister Johann, né avant 1476 et mort après 1519, est un imprimeur allemand d'incunables. Depuis Lübeck, son influence s'est répandue au Danemark et à la Suède, où il a introduit l'imprimerie.

## Biographie

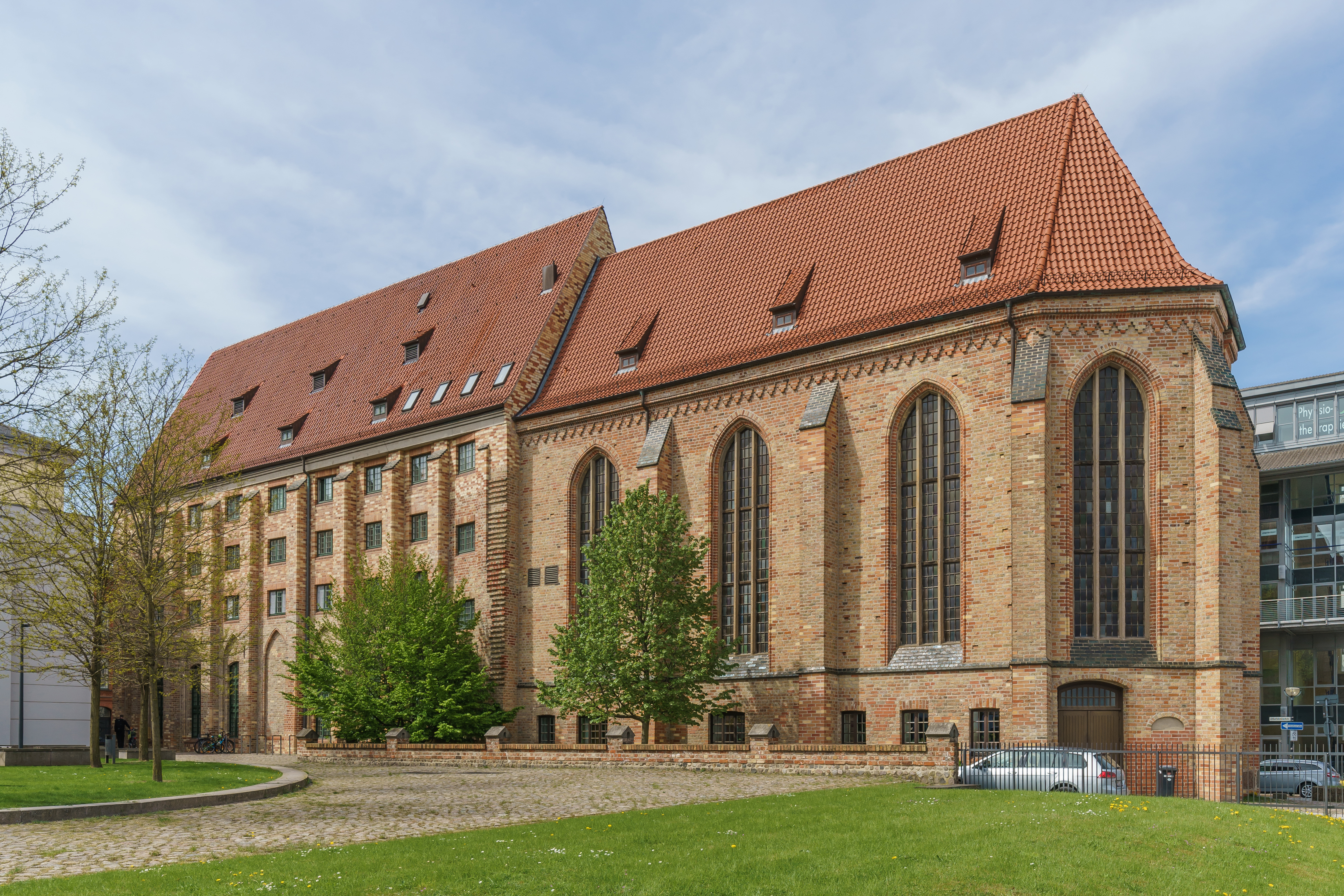
Le Michaeliskloster des Frères de la vie commune à Rostock : il a hébergé la première imprimerie de Rostock au Moyen-âge, et est aujourd'hui le lieu d'archivage d'une collection de manuscrits.

La famille et les dates de vie de Johann van Snell sont inconnues. Il est noté inscrit à l'Université de Rostock le 22 mai 1481 sous le nom de « Johannes Snelle de Emeke » et était probablement originaire d'Einbeck. On présume qu'il est depuis 1476 imprimeur chez les moines du Michaeliskloster (les Frères de la vie commune, Fratres Vitae) à Rostock. En 1480, il installe son atelier à Lübeck à l'angle Breite Straße-Mengstraße. Dans les années suivantes, Snell part travailler en différents endroits mais conserve un atelier à Lübeck.
En 1482, il part pour Odense sur l'île de Fionie où il imprime un bréviaire, le Breviarium Othoniense, une commande de l'évêché. Sur l'invitation de l'évêque d'Uppsala, Snell aménage en 1483 à Stockholm un atelier pour l'impression d'un missel, le Missel Upsalense. Il revient ensuite en 1484 à Lübeck, où il est enregistré comme mester Johan jusqu'en 1519.

## Introduction de l'imprimerie

Propagation de l'Imprimerie au XVe siècle. Snell introduit l'imprimerie dans les années 1480 en Scandinavie (à Odense et Stockholm), cependant, celle-ci ne s'y imposera qu'un peu plus tard.

Le rôle de Johann Snell ne se mesure pas tant à la qualité de ses impressions qu'à l'introduction de l'imprimerie au Danemark et en Suède. Une petite impression — un commentaire en latin sur le siège de Rhodes par les Turcs que Snell réalise pendant son travail sur le Brevarium Othoniense d'Odense et signe et date de 1482, est considérée comme le premier livre imprimé au Danemark.
Il profite également de l'impression du Missale Upsaliense à Stockholm pour produire le Dialogus creaturarum, une collection de fables et de récits à portée morale, datée de 1483, qui marque le début de l'imprimerie en Suède.

## Impressions

### Lübeck
- Nicolaus Weigel : Clavicula indulgentialis et absolutionis sacerdotalis, 1480
- Diurnale veri ordinis Lubicenis, vers 1482

### Odense
- Brevarium Othoniense, bréviaire pour le Diocèse d'Odense, 1482
- Guillaume Caoursin : De obsidione et bello Rhodiano. Petit ouvrage en latin sur le Siège de Rhodes par les Turcs en 1480, imprimé à Odense en 1482.

### Stockholm
- Missel Upsaliense. Missel pour l'Archevêché d'Uppsala. Stockholm, 1483
- Dialogus creaturarum optime moralizatus. Fabelsammlung, Stockholm, paru le 20 décembre 1483.